# Brian Scott Wilson
Brian Scott Wilson (Lynn (Massachusetts), 12 november 1962) is een Amerikaans componist, muziekpedagoog en dirigent.

## Levensloop
Wilson studeerde aan het New England Conservatory in Boston (Massachusetts) en behaalde aldaar in 1985 zijn Bachelor of Music. Verder studeerde hij aan de Universiteit van Chicago en behaalde in 1987 zijn Master of Arts en voltooide zijn studies aan de Universiteit van Arizona in Tucson en promoveerde in 1992 tot Doctor of Musical Arts. Tot zijn leraren behoorden: Malcolm Peyton, Edward Diamente, Dan Asia, Ralph Shapey en Shulamit Ran voor compositie en Barbara Schubert, Michael L. Walters, Gregg Hanson en Kurt Klippstater voor orkestdirectie. Hij was deelnemer aan cursussen en workshops voor HaFa- en orkestdirectie bij Frederick Fennell en Sergiu Comissiona.
Van 1992 tot 2001 was hij docent aan het Hartwick College in Oneonta (New York). Aldaar was hij ook dirigent van het Hartwick College Wind Ensemble. Tegenwoordig is hij professor in muziek aan de faculteit voor kunsten en humanwetenschappen van de Sonoma State University in Rohnert Park en eveneens hoofd van de muziekafdeling. Hij is eveneens dirigent van het Sonoma State University Symphonic Wind Ensemble, het Sonoma State University Chamber Wind Ensemble en de Sonoma State University Brass en Percussion Ensembles. Verder is hij muziek directeur van het University of Detroit Classic Theatre Study buitenlands-programma.
Hij is gast-dirigent van de Petaluma Community Band.
Als componist schrijft hij werken voor orkest, harmonieorkest, muziektheater, vocale werken en kamermuziek en qua stijl is hij beïnvloed door Igor Stravinsky, Charles Mingus en Edgard Varèse. Hij won onder andere de International Trombone Association Composition Competition.

## Composities

### Werken voor orkest
- 1982 Moments, voor kamerorkest
- 1984 Segue, voor orkest en jazz-combo
- 1985 Microtonal Experiment, voor kamerorkest
- 1985 North, concert voor klarinet en orkest
- 1992 Symfonie nr. 1 "Desert Scenes", voor orkest
- 1993 Symfonie nr. 2 "Modes of Transportation", voor orkest
- Concerto Grosso, voor blazers, slagwerk en strijkorkest
- Whispers From Eternity, voor kamerorkest en gemengd koor

### Werken voor harmonieorkest
- 1985 Melting Pot, voor harmonieorkest
- 1992 British Waterside, voor harmonieorkest
- 1996 Fastfare, voor harmonieorkest
- 2000 Symfonie nr. 3 "Agamemnon", voor harmonieorkest
- 2001 Orange Was Her Color, voor harmonieorkest
- Lord Maxwell, voor harmonieorkest

### Muziektheater

#### Opera's
| Voltooid in | titel       | aktes  | première                                            | libretto                          |
| ----------- | ----------- | ------ | --------------------------------------------------- | --------------------------------- |
| 1990        | Agamemnon   | 1 akte | 22 juni 1990 Spetses, Anargyrios Foundation Theatre | Aischylos                         |
| 1991        | The Bacchae |        | 26 juli 1991, Volterra, theater festival            | Euripides                         |
| 2006        | Hippolytes  |        | 2006, Spetses, Anargyrios Foundation Theatre        | Dr. Arthur J. Beer naar Euripides |

#### Musicals
| Voltooid in | Titel                 | Uitvoeringen | Première                                             | Libretto     | Verdere liedteksten | Choreografie |
| ----------- | --------------------- | ------------ | ---------------------------------------------------- | ------------ | ------------------- | ------------ |
| 1989        | The Birds             |              | 20 juni 1989, Spetses, Anargyrios Foundation Theatre | Aristophanes |                     |              |
| 1989        | Speak Of The Twenties |              | 1989 Chicago, Holstein’s and The Gaslight            | Nate Lee     |                     |              |

### Werken voor koren
- 1996 Jabberwocky, voor jazz koor en piano - tekst: Lewis Carrol
- 1997 Three Songs Of Nature, voor gemengd koor en piano
- 1998 Draem on, dream on, Koreaanse hymne voor gemengd koor
- 1998 The word became flesh, Koreaanse hymne voor gemengd koor
- 1998 Let there be light, Koreaanse hymne voor gemengd koor
- 1999 Ever widening circles, Koreaanse hymne voor gemengd koor
- 2004 Prayer for Peace, voor vrouwenkoor en strijkorkest

### Vocale muziek
- 1988 The Urbanite sings, voor tenor en zes spelers
- 1995 My Mother’s Irises, voor sopraan en kamerorkest
- 1995 Wandering The River, voor sopraan en kamerorkest
- 1995 Kherdian Songs, zangcyclus voor sopraan en piano - tekst: David Kherdian
  1. Wandering The River, Kherdian Song No. 1
  2. What I Liked Best About North Beach, Kherdian Song No. 2
  3. O But Our Treacherours BB Guns, Kherdian Song No. 3
  4. The First Sea Shell, Kherdian Song No. 4
  5. The Flat Top Roof, Kherdian Song No. 5
  6. My Mother's Irises, Kherdian Song No. 6

### Kamermuziek
- 1980 Partita, voor trompet en trombone
- 1981 Sonatina, voor viool en piano
- 1982 Strijkkwartet nr. 1
- 1982 Septet, voor strijkkwartet en jazz-combo
- 1983 Ecclesiastes, voor cello en piano
- 1983 Fanfare For A New Organ, voor 2 trompetten, 2 trombones, orgel en pauken
- 1983 Fanfares, voor trompet en trombone
- 1983 Shalom Alechem - Folk Song Setting III, voor 4 slagwerkers en piano
- 1984 O’Seh Shalom - Folk Song Setting I, voor cantor, cello, piano en slagwerk
- 1985 The Season, voor dwarsfluit,(ook: altfluit), klarinet, fagot, tuba, slagwerk, viool, gitaar, contrabas
- 1985 Avinu Malkaynu - Folk Song Setting II, voor cantor, klarinet, cello, piano, slagwerk
- 1986 Wind Chill Factor, voor dwarsfluit, altviool en gitaar
- 1987 Right Angles, voor trompet, hoorn en trombone
- 1988 The Avanti Feels Glued To The Road Even When Cruising At 100 MPH, voor trombone en slagwerk
- 1990 Grandfather Clock, voor dwarsfluit en slagwerk
- 1991 Alchunun’s Wild Goose Chase, voor dwarsfluit, klarinet, altsaxofoon, fagot, hoorn, trompet, trombone, tuba, contrabas, 2 slagwerkers
- 1991 Alchunun’s Yizkor, voor dwarsfluit, klarinet, altsaxofoon, fagot, hoorn, trompet, trombone, tuba, contrabas, 2 slagwerkers
- 1991 Sandy Beach On Lake Winnesquam, voor fluit-ensemble (2 piccolo, 5 dwarsfluiten, altfluit)
- 1991 Tuba Cat Fanfare, voor 3 eufoniums en 3 tuba's
- 1995 Sentiments - In Remembrance Thurston J. Dox, voor viool, cello en piano
- 2005 Emergency Vehicle, voor trompet en hoorn

### Werken voor klezmergroep
- 2000 GMT Plus Two, voor klezmerband
- 2004 From The Banks of The Moldovka (The Gollum), voor klezmerband

### Werken voor jazz-ensemble
- Starfish Dance, voor jazz combo

### Werken voor orgel
- 1982 Chromatic Fantasy

### Werken voor piano
- 1979 Theme and Variations
- 1980 Three Nocturnes